# Mansidão
Mansidão es un municipio brasilero del estado de la Bahia. En 1 de julio de 2009, su población era estimada en aproximadamente 12 244 habitantes.

## Historia
Separado de Santa Rita de Cássia, el municipio de Mansidão fue creado por la Ley n.º 4408 del 25 de febrero de 1985. Históricamente, se registra que su territorio era habitado por indios querém, eliminados por los exploradores que vinieron para la región. Más tarde, la región albergó diversos quilombos, formados por negros remanentes del quilombo de los Palmares.

## Economía
Agricultura: en la producción agrícola se destaca el cultivo de mandioca.
Según datos de la SEI/IBGE, el PIB del municipio para 2003 fue de R$19,22 millones, siendo 32,33% para agropecuaria, 9,57% para industria y 58,10 % para servicios. 